# Chapelle des Pénitents blancs de Grenoble
Chapelle de l'Adoration
Pour les articles homonymes, voir Chapelle des Pénitents blancs.
La chapelle des Pénitents blancs de Grenoble, également dénommée chapelle des Pénitents blancs du Gonfalon puis sous le nom actuel de chapelle de l'Adoration est un édifice religieux situé au no 17 de la rue Voltaire à Grenoble dans le quartier Notre-Dame.

## Origine et toponymie
Cet édifice religieux catholique est nommé ainsi en raison de son usage par la confrérie des Pénitents blancs, association (ou archiconfrérie) religieuse de laïcs (ni prêtres, ni moines) dont les membres continuaient à mener une vie de famille et une activité professionnelle. Il s'agit, historiquement, de la chapelle d'une des deux confréries portant ce nom à Grenoble, l'autre groupe, installé dans le quartier Saint-Laurent, a disparu en 1873.
Au XXIe siècle, la confrérie des pénitents comptent quatre-vingt-dix groupes (liés à différentes couleurs) dont cinquante-sept sur le continent et trente-trois installés en Corse.

## Historique

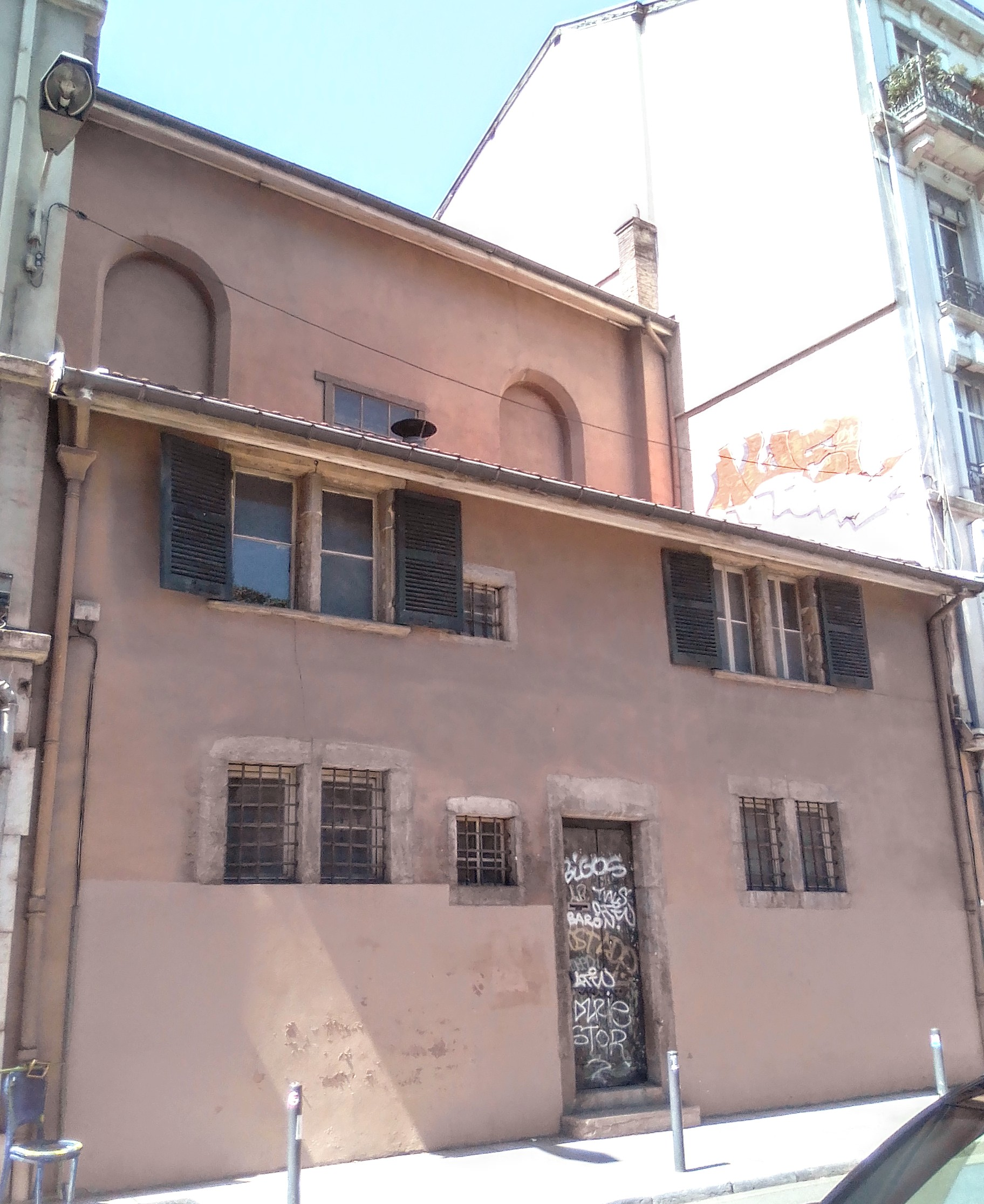
Arrière de la chapelle des Pénitents blancs

Cet édifice religieux a été édifié en 1657 sous le nom de « chapelle des Pénitents blancs du Gonfalon de Grenoble », rue Neuve des Capucins (aujourd'hui rue Voltaire). 
L'édifice est également connu sous le nom actuel de « chapelle de l'Adoration », comme l'indique d'ailleurs la plaque apposé sur son mur, rue Voltaire. Selon Gilles-Marie Moreau, spécialiste de l'histoire religieuse du Dauphiné, membre de l'Académie Delphinale et auteur de plusieurs ouvrages sur des établissements religieux de la ville, l'édifice peut être considéré comme la seule ancienne chapelle de Pénitents en Isère qui subsiste avec sa façade et son aménagement intérieur.
La chapelle était à l'origine celle des Pénitents de la Miséricorde avant que l'ordre ne soit rattaché à celui des « Pénitents blancs du Gonfalon » en 1739. L'historien Louis Bassette, auteur de l'ouvrage Jean de Caulet, évêque et prince de Grenoble, publié en 1946, précise que les membres de cette confrérie assistait et « consolait » les condamnés à mort, les accompagnait à leur lieu de supplice, puis portait le corps des suppliciés dans les fosses de la chapelle des Pénitents.
Elle a ensuite accueilli la Société de Charité chrétienne, la congrégation des pères de la Salette et les frères des Ecoles chrétiennes. Elle devint ensuite le siège de l'oeuvre de l'Adoration réparatrice. Au XXIe siècle, elle a accueilli durant un certain temps le culte russe orthodoxe de Grenoble.
Elle est désacralisée en 2020. En 2024, à la suite d'un appel à projets, la ville de Grenoble, propriétaire de l'édifice, confie sa gestion et sa restauration au collectif GrenobLe Lab,.

## Situation et accès
L'entrée de l'actuelle chapelle de l'adoration est située au n°17 de la rue Voltaire à Grenoble. 
Le monument, situé dans un secteur semi-piétonnier, est principalement desservi par les lignes A et B du tramway de Grenoble. La station la plus proche (la ligne A passe au bout de cette rue) se dénomme Hubert Dubedout - Maison du Tourisme.

## Visites
Propriété de la ville de Grenoble, l'édifice, plus ou moins, à l'état d'abandon, ne visite habituellement pas. Cependant, des visites intérieures de la chapelle ont exceptionnellement été assurées (notamment par Gilles-Marie Moreau) lors de la manifestation des journées du patrimoine en septembre 2021 et 2022.

## Description

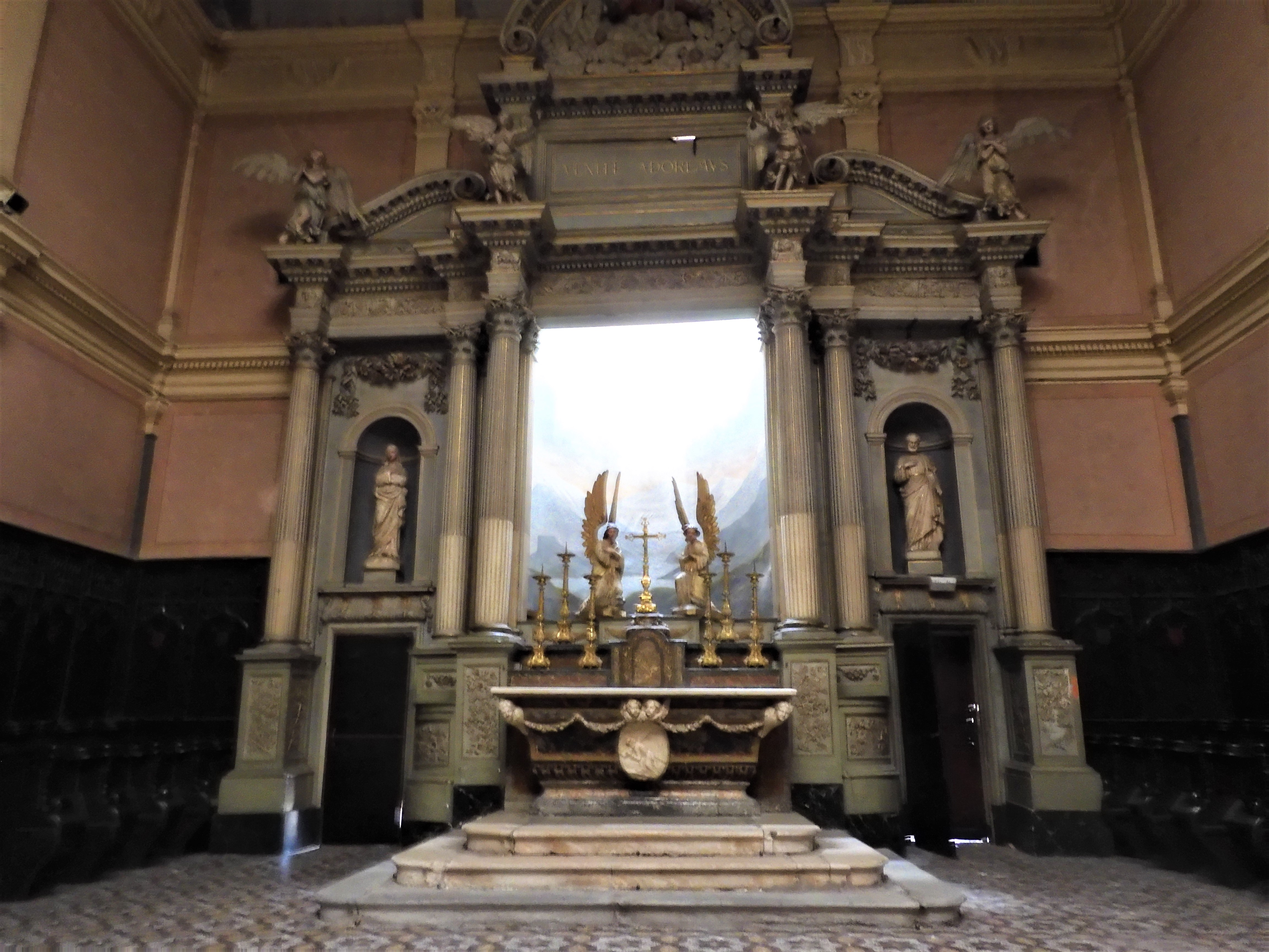
Autel et retable de la chapelle des Pénitents blancs

### Extérieur
L'édifice actuel est en parfait alignement sur le front de rue. L'entrée donne accès à un corps de bâtiment abritant des salles à l’usage de la confrérie tandis que la chapelle se situe à l'arrière de l'ensemble architectural,.
L'écusson des Pénitents blancs du Gonfalon, représentant une croix pattée, est encore visible sur les deux battants de l'immense porte de l'entrée de la chapelle, située rue Voltaire.

### Intérieur
La grande salle intérieure, dans un état relativement décrépi, est ornée d'un retable, ornée d'anges et éclairée par un puits de lumière naturelle, ainsi que d'un maitre autel et de deux grandes stalles en bois situées de chaque côté du maître autel provenant de l’ancien couvent des cisterciennes de Crolles, situé dans la vallée du Grésivaudan, à l'est de Grenoble et dont il ne subsiste que le logis abbatial. On peut également découvrir une grande chaire en bois, situé à droite du maître autel. 
Le lieu est surplombé d'une galerie dans laquelle figure les statues de la Vierge Marie, de Mélanie Calvat et de Maximin Giraud, les deux témoins de l'apparition de la Vierge à La Salette. La salle est éclairée par une grande verrière aménagée au niveau du plafond.